# SATTS
El SATTS (Standard Arabic Technical Transliteration System - Sistema de transliteració tècnica de l'àrab estàndard) és un estàndard que utilitza l'exèrcit dels Estats Units per transcriure l'alfabet àrab amb lletres de l'alfabet llatí.

## Lletres primàries
| Forma aïllada | Forma inicial | Forma mitjana | Forma final | Nom   | Trans.     | Valor      |
| ------------- | ------------- | ------------- | ----------- | ----- | ---------- | ---------- |
| ﺀ             | أ, إ, ؤ, ئ    | أ, إ, ؤ, ئ    | أ, إ, ؤ, ئ  | hamza | ʾ / ’      | [ʔ]        |
| ﺍ             | —             | —             | ﺎ           | ʾalif | ā / â      | [aː]       |
| ﺏ             | ﺑ             | ﺒ             | ﺐ           | bāʾ   | b          | [b]        |
| ﺕ             | ﺗ             | ﺘ             | ﺖ           | tāʾ   | t          | [t]        |
| ﺙ             | ﺛ             | ﺜ             | ﺚ           | ṯāʾ   | ṯ / th     | [θ]        |
| ﺝ             | ﺟ             | ﺠ             | ﺞ           | ǧīm   | ǧ / y      | [ʤ]        |
| ﺡ             | ﺣ             | ﺤ             | ﺢ           | ḥāʾ   | ḥ          | [ħ]        |
| ﺥ             | ﺧ             | ﺨ             | ﺦ           | ḫāʾ   | ḫ / ẖ / j  | [x]        |
| ﺩ             | —             | —             | ﺪ           | dāl   | d          | [d]        |
| ﺫ             | —             | —             | ﺬ           | ḏāl   | ḏ / dh     | [ð]        |
| ﺭ             | —             | —             | ﺮ           | rāʾ   | r          | [r]        |
| ﺯ             | —             | —             | ﺰ           | zāy   | z          | [z]        |
| ﺱ             | ﺳ             | ﺴ             | ﺲ           | sīn   | s          | [s]        |
| ﺵ             | ﺷ             | ﺸ             | ﺶ           | šīn   | š / sh     | [ʃ]        |
| ﺹ             | ﺻ             | ﺼ             | ﺺ           | ṣād   | ṣ          | [sˁ]       |
| ﺽ             | ﺿ             | ﻀ             | ﺾ           | ḍād   | ḍ          | [dˁ], [ðˤ] |
| ﻁ             | ﻃ             | ﻄ             | ﻂ           | ṭāʾ   | ṭ          | [tˁ]       |
| ﻅ             | ﻇ             | ﻈ             | ﻆ           | ẓāʾ   | ẓ          | [zˁ], [ðˁ] |
| ﻉ             | ﻋ             | ﻌ             | ﻊ           | ʿayn  | ʿ / ‘      | [ʔˤ]       |
| ﻍ             | ﻏ             | ﻐ             | ﻎ           | ġayn  | ġ / g / gh | [ɣ]        |
| ﻑ             | ﻓ             | ﻔ             | ﻒ           | fāʾ   | f          | [f]        |
| ﻕ             | ﻗ             | ﻘ             | ﻖ           | qāf   | q          | [q]        |
| ﻙ             | ﻛ             | ﻜ             | ﻚ           | kāf   | k          | [k]        |
| ﻝ             | ﻟ             | ﻠ             | ﻞ           | lām   | l          | [l]        |
| ﻡ             | ﻣ             | ﻤ             | ﻢ           | mīm   | m          | [m]        |
| ﻥ             | ﻧ             | ﻨ             | ﻦ           | nūn   | n          | [n]        |
| ﻩ             | ﻫ             | ﻬ             | ﻪ           | hāʾ   | h          | [h]        |
| ﻭ             | —             | —             | ﻮ           | wāw   | w          | [w]        |
| ﻱ             | ﻳ             | ﻴ             | ﻲ           | yāʾ   | y          | [j]        |

## Altres lletres
| Forma aïllada | Forma inicial | Forma mitjana | Forma final | Nom           | Trans.            | Valor       |
| ------------- | ------------- | ------------- | ----------- | ------------- | ----------------- | ----------- |
| ﺓ             | —             | —             | ﺔ           | tāʾ marbūṭa   | h y t / Ø / h / ẗ | [t], [h], Ø |
| ﻯ             | —             | —             | ﻰ           | ʾalif maqṣūra | à                 | [(a)ː]      |
| ﻻ             | —             | —             | ﻼ           | lām ʾalif     | lā                | [l(a)ː]     |